# U-Bahnhof Magdalenenstraße

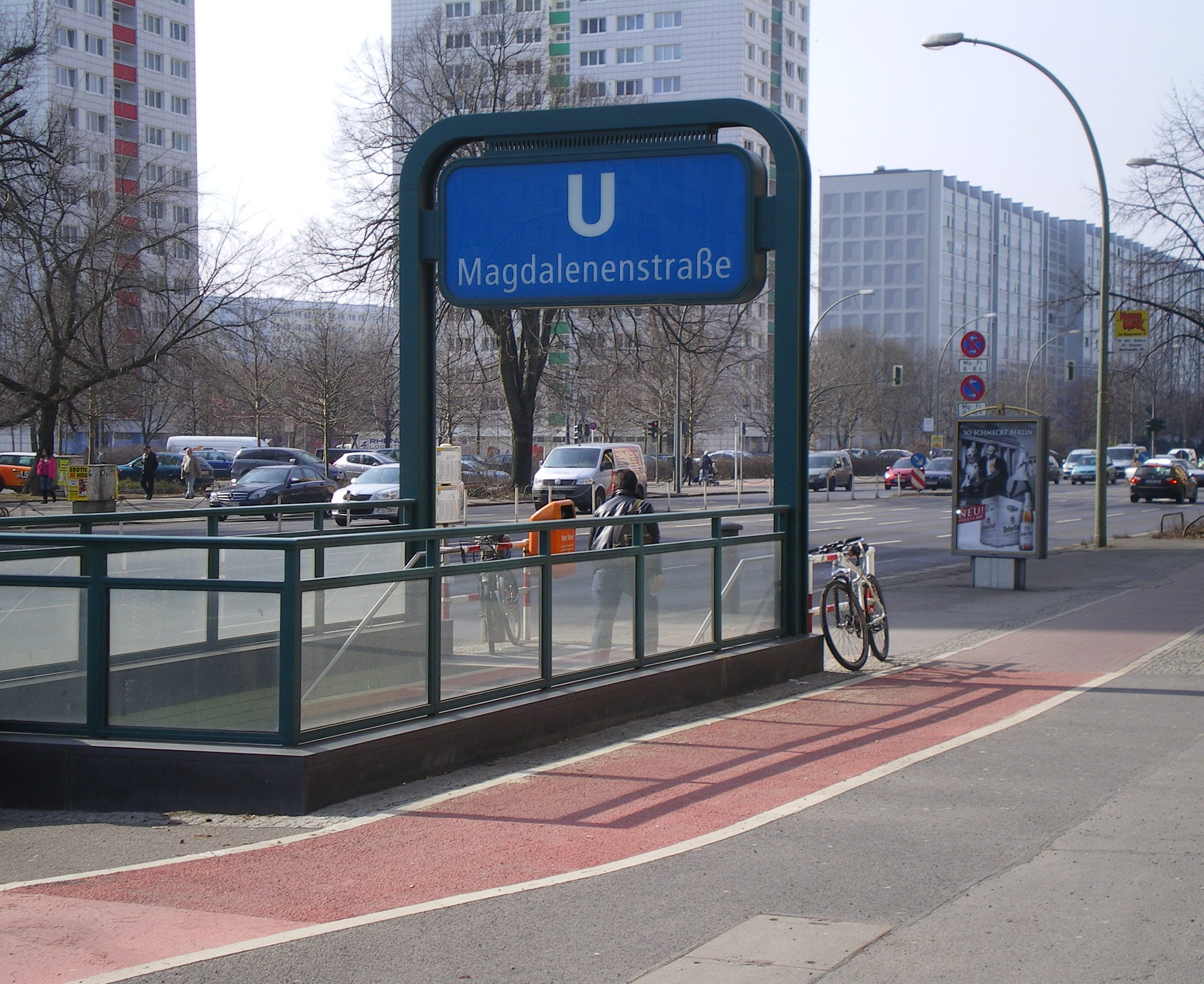
Bahnhofseingang an der Frankfurter Allee

Der U-Bahnhof Magdalenenstraße ist eine Station der Berliner U-Bahn-Linie U5 im Berliner Ortsteil Lichtenberg. Er liegt in eineinhalbfacher Tiefe unterhalb der Frankfurter Allee und wird bei der BVG unter dem Kürzel Md geführt.

## Geschichte und Bauwerk

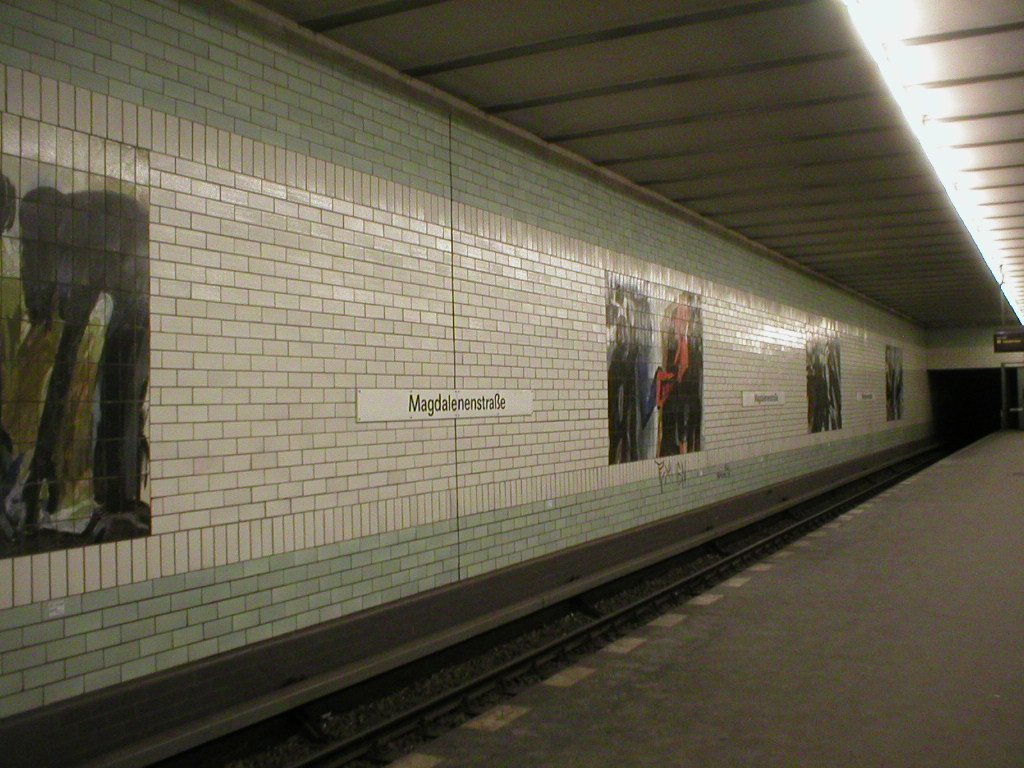
Bahnhof in der Gestaltung von 1986 (2004)

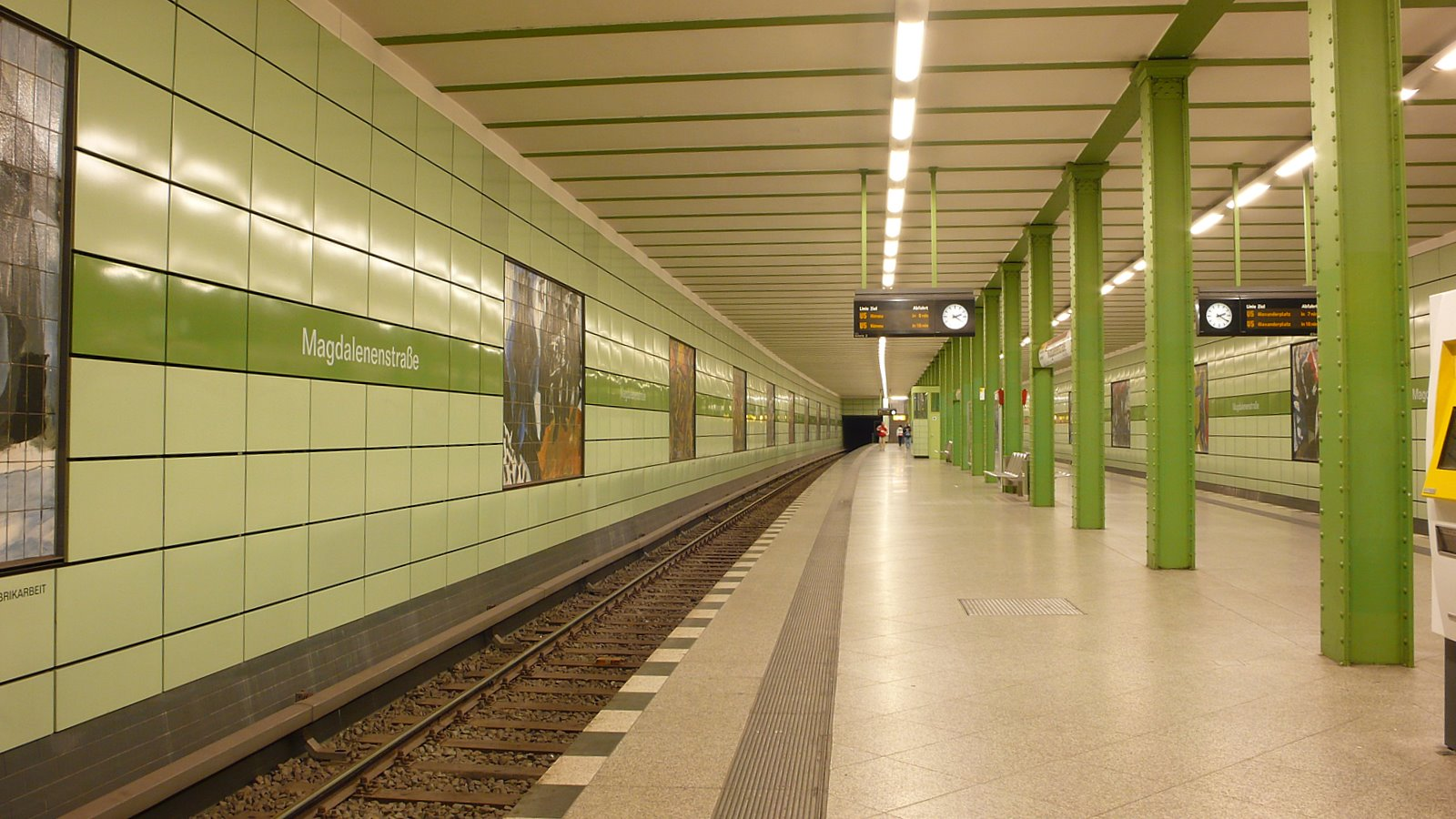
Bahnsteig nach der Sanierung (2007)

Die Station gehörte zusammen mit den anderen, ebenfalls am 21. Dezember 1930 eröffneten Bahnhöfen der Strecke zu den letzten architektonischen Werken des schwedischen Architekten Alfred Grenander.
Der anfangs noch unter dem Bautitel Alfredstraße geplante Bahnhof entstand zusammen mit der neu gebauten Linie E (heute: Linie U5) zum Ende der 1920er Jahre im Stil der Moderne. Getreu Grenanders Prinzip der „Kennfarbe“ erhielt er dabei graue Wandfliesen. Der 121 Meter lange und neun Meter breite Bahnsteig wurde mit einer einfachen mittigen, ebenfalls grau gehaltenen genieteten Pfeilerreihe ausgestattet und besitzt an jedem Ende zwei Ausgänge. Die Bahnhofsausstattung umfasste zudem informative Vitrinen, Fahrtzielanzeiger, Uhren, Bänke mit Papierkörben, Verkaufsautomaten beziehungsweise Kioske, Feuerschutzeinrichtungen und auch Personenwaagen.
Während des Zweiten Weltkriegs blieb der Bahnhof trotz mehrerer alliierter Bombertreffer entlang der Strecke verschont. Der Betrieb wurde dennoch im Frühjahr 1945 eingestellt und konnte erst nach Kriegsende, am 16. Juni 1945, wieder aufgenommen werden. Dies geschah zunächst im Pendel-, ab 1. Februar 1946 schließlich im normalen Umlaufbetrieb.
Der Gebäudekomplex unmittelbar neben dem U-Bahnhof Magdalenenstraße diente von 1950 bis 1989 als Zentrale des Ministeriums für Staatssicherheit.
Die ursprünglichen Fliesen wurden 1986 durch weiße und grüne im Mauerwerksverband angelegte ersetzt. Dabei wurden die ehemaligen Werbetafeln zur Vorbereitung auf die 750-Jahr-Feier Berlins durch 20 Wandgemälde von Wolfgang Frankenstein und Hartmut Hornung ersetzt, die die Geschichte der deutschen Arbeiterbewegung von der Märzrevolution bis hin zur Gründung der DDR illustrieren.
Bei der zweiten Sanierung im Jahr 2004 wurden die Keramikfliesen wiederum abgeschlagen und durch grüne Emailleplatten ersetzt. Der ursprünglich asphaltierte Boden wurde mit Granitplatten ausgestattet. Die Wandgemälde wurden bei der Umgestaltung erhalten und mit ihren jeweiligen Titeln versehen.
Von Oktober 2008 bis April 2009 wurden die Ausgänge des Bahnhofs im laufenden Betrieb – pro Straßenseite wurde jeweils ein Aufgang geschlossen – saniert, wobei sie ihr heute einheitliches Aussehen erhielten. Ebenso wurden zum Teil Blindenleitsysteme installiert. Zusätzlich erhielt der U-Bahnhof einen Aufzug, der im Dezember 2013 in Betrieb ging.

## Anbindung
Am U-Bahnhof bestehen Umsteigemöglichkeiten von der Linie U5 zur Omnibuslinie 240 sowie zu den Nachtlinien N5, N50, N56 und N94.
| Linie | Verlauf |
| ----- | --- |
|       | Hauptbahnhof – Bundestag – Brandenburger Tor – Unter den Linden – Museumsinsel – Rotes Rathaus – Alexanderplatz – Schillingstraße – Strausberger Platz – Weberwiese – Frankfurter Tor – Samariterstraße – Frankfurter Allee – Magdalenenstraße – Lichtenberg – Friedrichsfelde – Tierpark – Biesdorf-Süd – Elsterwerdaer Platz – Wuhletal – Kaulsdorf-Nord – Kienberg (Gärten der Welt) – Cottbusser Platz – Hellersdorf – Louis-Lewin-Straße – Hönow |